# Tycho Brahe
Tycho Brahe (n. 14 decembrie 1546, castelul Knutstorp⁠(d), Malmöhus⁠(d), Suedia – d. 24 octombrie 1601, Praga, Sfântul Imperiu Roman) a fost un astronom și matematician danez. A adus contribuții importante în observarea și măsurarea exactă a mișcării planetelor precum și la catalogarea a peste 800 de stele. Datele adunate de el au depășit în exactitate toate măsurătorile astronomice anterioare inventării telescopului la începutul secolului al XVII-lea.
Sora sa, Sophie Brahe, a avut preocupări în diverse domenii științifice și l-a asistat în multe din observațiile sale astronomice.

## Biografie
Brahe se trăgea dintr-o familie de nobili. S-a născut la 14 decembrie 1546 în Knudstrup (astăzi în Suedia). La 20 de ani pierde într-un duel o parte a nasului, din care cauză tot restul vieții poartă o proteză nazală dintr-un aliaj de aur și argint. În 1560 începe studiul retoricii și filosofiei la Universitatea din Copenhaga. În 1562 se mută la Universitatea din Leipzig, unde studiază dreptul, iar din 1566 alchimia, medicina și astronomia. În timpul liber se ocupă cu observarea stelelor și fenomenelor cerești.

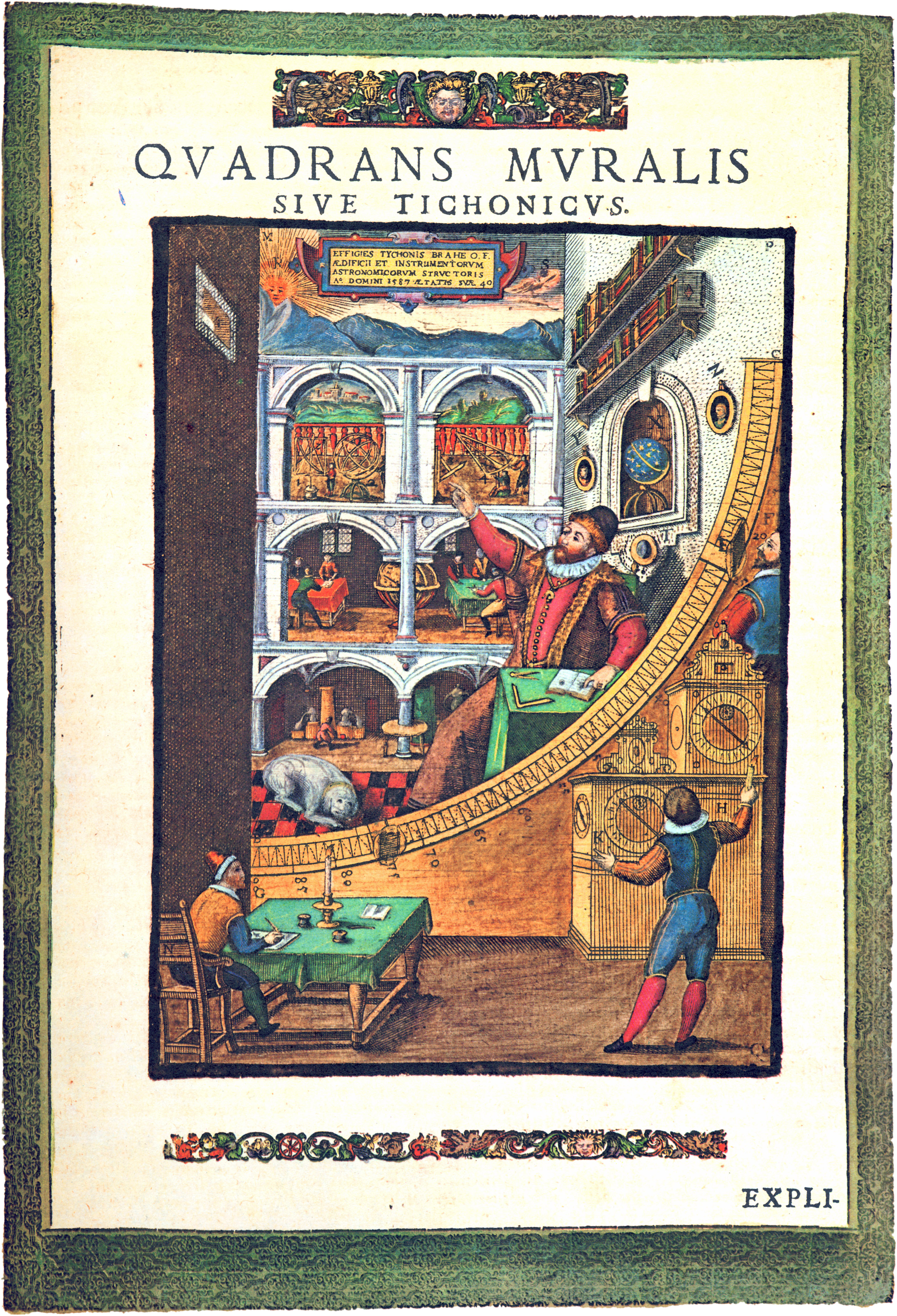
Cvadrantul lui Tycho Brahe

În 1571 se întoarce în Danemarca și își construiește un laborator de chimie și observații astronomice. Telescopul nu era încă inventat și Brahe determină poziția stelelor și planetelor cu ajutorul unui compas și al unui cvadrant / „cadran” special conceput de el, constatând multe greșeli în datele existente. Aici descoperă el în anul 1572 o stea necunoscută până atunci (stella nova) în constelația Cassiopeia (supernova SN 1572). Frederic al II-lea, rege al Danemarcei și Norvegiei, îi pune la dispoziție mijloacele financiare pentru construirea unui observator astronomic pe insula Hven (1576), unde Brahe își face observațiile timp de 20 de ani și care devine cel mai important centru al astronomiei din vremea respectivă.
După moartea regelui Frederic, urmașul lui - Christian al IV-lea - îi suspendă ajutorul financiar și Brahe acceptă în 1599 invitația împăratului Rudolf al II-lea de a se stabili la Praga. Primește o pensie de 3.000 de ducați și o proprietate, unde se începe construcția unui nou observator astronomic. Înainte de terminarea construcției, Brahe moare pe neașteptate în urma unei insuficiențe renale acute, provocate - cum s-a stabilit mai târziu printr-o examinare toxicologică a părului - de o intoxicație cu mercur. Au circulat felurite speculații cu privire la posibilitatea unei otrăviri, mai probabil este însă faptul că Brahe - care se ocupa și cu alchimia - s-a intoxicat singur din neprevedere.
În ciuda observațiilor sale amănunțite, Brahe nu a acceptat teoria heliocentrică a universului, ci s-a situat pe o poziție de compromis, după care Pământul rămâne nemișcat în timp ce planetele se învârtesc în jurul Soarelui, care, la rândul lui - împreună cu globul ceresc - înconjoară Pământul în timpul unei zile. Elevul său, Johannes Kepler, a folosit multe din observațiile lui Brahe în formularea legilor sale („Legile lui Kepler”) asupra mișcării planetelor. În amintirea lui Brahe, unul din craterele de pe Lună se numește Craterul Tycho.

## Opera

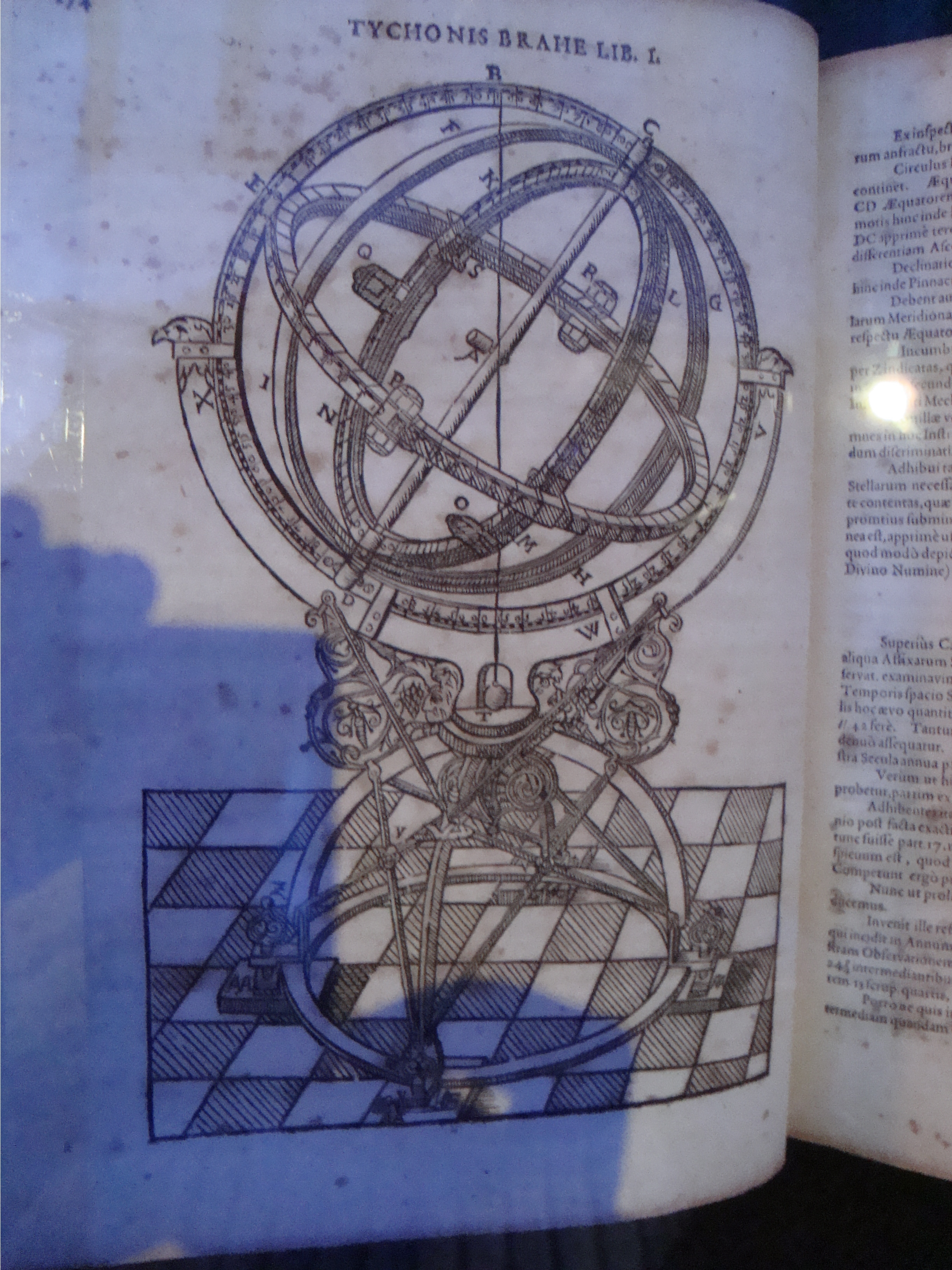
Opera omnia

- la De nova et nullius ævi memoria prius visa Stella, Copenhaga 1573
- la De mundi aetheri recentioribus phaenomenis, Uraniborg 1588.
- la Epistolarum Astronomicarum Liber Primus, Uraniborg 1596.
- la Astronomiae Instauratae Mechanica, Wandsbek 1598 (Reprint: KLP Koniasch Latin Press, Praha, 1996, ISBN 80-85917-23-8), ediție originală online pe siteul Universității Lehigh Arhivat în 15 mai 2013, la Wayback Machine.).
- la Stellarum octavi orbis inerrantium accurata restitutio. Wandsbek 1598.
- la  Astronomiae Instauratae Progymnasmata (editat de Johannes Kepler), Praga 1602-1603 fondosdigitales.us.es  on line pe siteul Universității din Sevilla Arhivat în 2 aprilie 2015, la Wayback Machine..
- la De mundi aetherei recentioribus phaenomenis, liber secundus, Frankfurt, 1610,
- la Opera omnia sive astronomiae instauratae. Frankfurt 1648, în 15 volume (retipărire Olms, Hildesheim 2001, ISBN 3-487-11388-0).

Tycho Brahe a tipărit la Uraniborg și opere ale elevilor săi pe care le supervizează, precum:
- la Elias Olsen Morsing, Diarium Astrologicum et Metheorologicum, Uraniborg 1586 (compilație editată de Elias Olsen Morsing, elev al lui Tycho Brahe
- da Peder Jacobsen Flemløse, En Elementisch oc Jordisch Astrologia. Uraniborg 1591.

## Fotografii
- Monumentul lui Ticho Brahe și Johannes Kepler de la Praga